# OCH
OCH A/S (også Operators Clearing House A/S) er en dansk virksomhed, som blev etableret 15. februar 1999, med det hovedformål at sikre implementering og drift af et sikkert fælles-system baseret på en nummer-database til understøttelse af nummerporteringer (flytning af telefonnumrenumre ved skift af teleoperatør) mellem forskellige teleoperatører i Danmark.
Forud for etableringen af OCH var alle daværende teleoperatører inviteret til fælles drøftelser om håndtering af den tekniske baggrund for at kunne implementere nummerportabilitet, med det formål at skabe et fælles referencepunkt.
Den fælles database skulle drives af et selvstændigt selskab, med alle teleoperatører som deltagere.
Ved den formelle etablering af selskabet var det kun selskaberne TDC, Sonofon, Orange og Telia, som ønskede at stille kapital til rådighed for etablering af selskabet, og de fire selskaber opnåede en ejerandel på 25% hver. Siden er Sonofon overtaget af Telenor og Orange af Hi3G Danmark, og OCH er således i dag ejer af TDC, Telia, Telenor og Hi3G.

## Ekstern henvisning og kilde
- OCHs hjemmeside Arkiveret 2. februar 2010 hos  Wayback Machine